# 로버트 스털링
로버트 스털링(Robert Sterling, 1917년 11월 13일 ~ 2006년 5월 30일)은 미국의 영화배우, 텔레비전 배우, 연극 배우이다.

## 영화
- 더 시그널 (2007년)
- 앤더슨빌 (1996년)
- 윈터 킬 (1979년)
- 글로벌 어페어 (1964년)
- 해저 여행 (1961년)
- 쇼 보트 (1951년)
- 자니 이거 (1942년)
- 두 얼굴의 여인 (1941년)
- 스미스씨 워싱톤 가다 (1939년)